# Al Hala
Al Hala is een Bahreinse voetbalclub in de stad Muharraq. De club speelt anno 2020 in Bahreinse Second Division.

## Erelijst
- Premier League : 1979 (1x)
- Bahreinse Second Division : 2006 (1x)
- Bahrein King's Cup : 1976, 1980, 1981 (3x)

Al-Ahli · Al Hala · Al-Hidd · Al-Shabab · Al-Muharraq · Al-Najma · Al-Riffa SC · Busaiteen · East Riffa · Manama